# آرثر بارتليت موريس
آرثر بارتليت موريس (بالإنجليزية: Arthur Bartlett Maurice)‏ هو محرر أمريكي، ولد في 1873، وتوفي في 1946.